# CS Zamalek
Clubul Sportiv Zamalec (arabă :نادى الزمالك للألعاب الرياضية) este un club egiptean de fotbal din Cairo. A fost fondat în 1911.

## Palmares

### Domestic
- Prima Ligă: 14
1960, 1964, 1965, 1978, 1984, 1988, 1992, 1993, 2001, 2003, 2004, 2015, 2021, 2022
- Cupa Egiptului: 21
1922, 1932, 1935, 1938, 1941, 1943, 1944, 1952, 1955, 1957, 1958, 1959, 1960, 1962, 1975, 1977, 1979, 1988, 1999, 2002, 2008
- Supercupa Egiptului: 2
2001, 2002
- Liga Cairo: 10
1940, 1941, 1944, 1945, 1946, 1947, 1949, 1951, 1952, 1953
- Cupa Sultanului: 2
1921, 1922
- October League Cup: 1
1973
- Egyptian Federation Cup: 1
1995
- The Prince Cup: 3

### Internațional
- Liga Campionilor CAF: 5
1984, 1986, 1993, 1996, 2002
- Cupa Cupelor Africii: 1
2000
- Supercupa CAF: 3
1994, 1997, 2003
- Cupa Afro-Asiatică: 2
1987, 1997
- Arab cup winners cup: 1
2003
- Saudi-Egyptian Super Cup (Cup Winners): 1
2003

## Legături extere
- Zamalek - The Official Website
- Zamalek Sporting Club Stars : نجوم نادي الزمالك Arhivat în 17 iulie 2010, la Wayback Machine.
- Zamalek - The fans Website Arhivat în 6 octombrie 2020, la Wayback Machine.